# Ofra Haza
Ofra Haza (születéskori neve Bat Sheva’ Ofra Haza Bat Shoshana / Yefet Haza; Tel-Aviv, Izrael, 1957. november 19. – Ramat Gan, Izrael, 2000. február 23.) izraeli énekesnő.

## Életútja
Ofra Haza (héberül: עפרה חזה, IPA [ʕafˈraːʔ hazˈzaːʕ]) népszerű izraeli énekes, színésznő és nemzetközi hírű művész volt. Származására nézve jemeni eredetű zsidó, aki a családjába a legfiatalabbnak, kilencedik gyereknek született Tel Aviv szegénynegyedében, Hatikvah-ban.
„Hangja mezzoszoprán volt, szinte hibátlan hangszínnel, könnyedén tudott mozogni a különböző zenei stílusokban. Sokan úgy tartják, hogy Ofra Hazának volt minden idők legharmonikusabb felső hangterjedelme.” 
Nagyon valószínű, hogy a zene történelmében neki volt a legtöbb harmonikus felső felhangja – néhány dal esetén egyenesen 32-t ért el, mint például az 1988-as Shaday album Love Song című számában. A többnyelvű Haza képes volt rá, hogy hagyományos és kommerszebb éneklő stílusok között váltson anélkül, hogy kockáztatná a hitelességét. A zenéjében vegyítette a keleti és nyugati hangszerelés elemeit. A siker nem maradt el Európában és Amerikában sem; énekeskarrierje alatt sok platina- és aranylemezt gyűjtött be. Karrierje korán elkezdődött. Tizenkét és fél évesen Haza csatlakozott a helyi színházi színtársulathoz, és Bezalel Aloni menedzser felismerte kivételes énekesi tehetségét. 19 évesen már ő Izrael pophercegnője, és a zenei újságírók a „Kelet Madonnája”-ként emlegetik.[forrás?]
Mire befejezte 1979-es katonai szolgálatát, Aloni időszerűnek látta, hogy elindítsa Ofra szólókarrierjét. Első albuma, az Al Ahavot Shelanu (Our Love), 1980-ban jelent meg, és máris több népszerű slágert tartalmazott, többek közt: Hageshem (The Rain), Shir Ahava La'chayal (Love Song For The Soldier), Kmo Tzipor (Like A Bird) és amivel végül saját hazájában igazán befutott, a Shir Ha'frecha (The Bimbo Song). Ez utóbbi a Shlagger (1979) című filmhez íródott, melyben Haza főszerepet játszott. Először országszerte megtagadták a rádióállomások, hogy a világias szövegei miatt a dalt lejátsszák, ám az ennek ellenére gyorsan elterjedt, és öt egymást követő héten keresztül a slágerlisták élén maradt. 
Ezt az albumot hamarosan követte egy második, a Bo Nedaber (Let's Talk) és Haza megint „tarolt” vele: ez főleg két népszerű slágernek, a Tfila (Prayer) és Simanim Shel Ohavim (Lovers Signs)-nak köszönhető. A harmadik albuma, Pituyim (Temptations) 1982-ben jött ki, amiből igazán nagy sláger a Gabriel és a Kol Yom Matchila Shana (A New Year Starts Everyday) lett. Ezután több híres író vállalta, hogy ír neki zenéket, többek közt Tzvika Piket és Nurit Hirshot is.
1983-ban Haza karrierje a siker és népszerűség új csúcsára emelkedett. Az 1983-as Eurovíziós Dalversenyen a Chai (Alive) című dalt énekelhette, mellyel második helyen végzett. Időközben Izraelben óriási népszerűségre tett szert. 1983-as albuma, a Chai, a legnagyobb példányszámban eladott album lett, és a címadó dalt az év legjobb dalának szavazták meg. További slágerek az albumról az Amen Lamilim (Amen For Words) és Sof Hakayitz (End Of Summer). Hazát négy éven át (1980-tól 1983-ig) minden évben az Év Énekesnőjének választották. Haza abban az évben jelentette meg a jól ismert izraeli népdalokból álló Shirey Moledet-öt. A reagálás erre az albumra annyira elsöprő volt, hogy 1985-ben és 1987-ben még két hasonló albumot készített.
A Bait Ham (A Place For Me) című album 1984-ben jelent meg. 
A címadó szám Yad Beyad (Hand In Hand) és a Itcha Halayla (With You Tonight) uralta a slágerlistákat. Napokon belül aranyalbummá lett. Ofra Haza ez év decemberében jelentette meg azt az albumot, amely karrierje fordulópontját jelentette. A jemeni dalok gyűjteményének egyszerűen a Yemenite Songs-címet adták. A rádió nemigen közvetítette, de az album lassanként ennek ellenére „bestseller” lett, és gyorsan elérte a platinastátuszt. A Shanachie Records ezután Fifty Gates of Wisdom cím alatt újra kiadta az Egyesült Államokban.
1985-ben az Adama (Earth) album következett, amihez az ország legkiválóbb írói járultak hozzá: többek közt Sasha Argov, Naomi Shemer, Ya'akov Orland és Ehud Mano. Az album sok száma nagyon népszerű lett: Adama, Goral Echad (One Destiny) és Mishehu Holech Tamid Iti (Someone Always Walks With Me).
1986-ban Haza megpróbálta frissíteni a zenei stílusát és Yizhar Ashdot producer lelkes közreműködésével összegyűlt az, amiről néhányan úgy vélik, hogy a legérdekesebb munkája: a Yamim Nishbarim (Broken Days). Az album mélyen lírai és személyes hangzású, Ofra Haza – első efféle próbálkozásaként – maga írta őket. A fogadtatás nem volt túl jó, bár azért egy év alatt ez is elérte az aranystátuszt. Néhány dal az albumról: Kol Haklafim (All The Cards Are On The Table) és Hake'ev Haze (This Pain).
Mikor a KCRW-FM rádióban (1993, Santa Monica) egy interjúban zenei gyökereiről kérdezték, Ofra Haza jemeni zsidó szüleiről beszélt, s gyerekkoráról, amelyet édesanyja zenével, énekléssel és a hagyományos jemeni dalok iránti szenvedéllyel töltött meg számára. A helyi színtársulathoz való csatlakozásával kapcsolatban beszélt Hatikvah régió szegénységéről, amelyet az egymás után következő kormányok teljesen elhanyagoltak; és hogy tiltakozás gyanánt a közösség a színtársulat létrehozásával összefogott, hogy valami pozitívat és drámait hozzon létre, mellyel elérné, hogy mások is felfigyeljenek erre az elmaradott és elhanyagolt vidékre.[forrás?]

## Csapatmunkái
Ofra Haza együttműködése nemzetközi téren magában foglalta a Temple of Love (A szerelem temploma) c. dalt, amelyet a The Sisters of Mercy brit gót rock-együttessel vett fel 1992-ben. Thomas Dolby közreműködött a Yemenite Songs (Jemeni Dalok) és a Desert Wind (Sivatagi Szél) kiadásában, amelyekben vendégmuzsikusként is szerepelt. Haza vendég volt Dolby Astronauts And Heretics (Asztronauták és Istentagadók) lemezében (1992), amelyen a "That's Why People Fall In Love" ("Ezért esnek az emberek szerelembe") c. dalt énekelte. Lemezre vette a "My Love Is for Real" ("A szerelmem valós") számot Paula Abdullal 1995-ben, és Sarah Brightman Harem c. albumába bevették Haza hangját a "Mysterious Days"-be, ("Misztikus Napok") Brightman partnerje, Frank Peterson ötletére, aki egyébként a Harem (2003) és az Ofra Haza (1997) albumok producere volt.
A Kirya album számára Iggy Pop, Don Was egy barátja narrálta a "Daw Da Hiya" számot, és Haza csatlakozott hozzá több vendég sztárral együtt az "Give Peace A Chance" ("Adj egy esélyt a Békének") egyszeri video-kiadására 1991-ben. Ugyancsak énekelt az Egyiptom Hercege (1998) hangszalagján, ahol Jocheved (Mózes anyja) kis szerepéhez adta a hangját. Az Egyiptom Hercege hangsávja számára Haza 17 nyelven énekelte el a "Válts meg minket" ("Deliver Us") c. dalt. A Nevelőnő (The Governess) hangsávjain (1998) Haza az előadó művész 7 sávon a 12-ből, és szorosan együtt dolgozott a film zeneszerzőjével, Edward Shearmurral. 1999-ben előadta (az azóta elhunyt pakisztáni művésszel, Nusrat Fateh Ali Khannal) a "Megbocsátás" ("Forgiveness") c. dalt Jonathan Elias modern szimfonikus albumában, Az Imá-ban (The Prayer Cycle). Mint kiemelt háttér-vokalista, Haza hangját rögzítették, újra keverték és hozzáadták a Fekete Kutya (Black Dog) "Babilon" ("Babylon") c. számában, Eric B és Rakim "Teljesen megfizetve (Coldcut Remix)" ("Paid In Full (Coldcut Remix)") számában, és az M/A/R/R/S slágerében az "Emeld fel a Hangerőt"-ben ("Pump Up The Volume"). A "Szerelmi Ének" ("Love Song") számot a DJ-k számtalanszor újra keverték, mivel erőteljes vokális előadása és a kevés zenei segédlet tökéletes vivő-számmá tették bármely tánc-ritmus együttes kísérete céljára.
Más művészek dalainak újra-előadása magába foglalta Carole King / James Taylor klasszikusát, a "Nyertél egy Barátot"-ot ("You've Got a Friend"), Madonna "Nyisd ki a Szíved"-ét ("Open Your Heart"), Gary Moore "Külön Utak"-ját ("Separate Ways"), és a Led Zeppelin "Kashmir"-ját.
Sok figyelemre méltó élő koncert volt, és Haza kellemes élményeket mesélt Japánban és Törökországban tett turnéiról. Megjegyzendő az 1994-es oslói Nobel díj-kiosztó ünnepélyen adott szereplése, ahol az ír énekes, Sinead O'Connor oldalán lépett fel. A "Festékdoboz"-t ("Paint Box") speciálisan erre az eseményre írták. Az 1990-es élő felvétele, az Ofra Haza a Montreux-i Jazz Fesztiválon, 1998-ban került kiadásra.
Haza duetteket és koncert-előadásokat osztott meg Glykeria, Yehudit Ravitz, Paul Anka, Paula Abdul, Michael Jackson, Iggy Pop, Hoite, Buddha Bar, Ishtar, Gidi Gov, Whitney Houston, Tzvika Pick, Khaled, Prachim Yerushalaim, The Sisters of Mercy, Sarah Brightman, Thomas Dolby, Stefan Waggershausen, Eric B and Rakim, Gila Miniha, Hans Zimmer, Hagashash Hachiver, Yaffa Yarkoni és Shoshana Damari énekesekkel.

## Házassága
1997. július 15-én Haza összeházasodott Doron Ashkenazi üzletemberrel, az esküvőt Ofra szülei házának tetején tartották. Közös gyermekeik nem voltak. Ashkenazi 2001. április 7-én drogtúladagolás miatt halt meg. Halálakor Ashkenazinak volt egy 8 éves fia és egy 14 éves lánya. Ofra küldetéstudata főként egy szerencsésen túlélt repülőgép-balesetéhez kapcsolódott.
„Nem tudom, mit értem volna el, ha nem hittem volna Istenben. Az Ő támogatása ad erőt, energiát, hogy mindig optimista tudjak maradni, hogy mosolyogjak, és ne legyek szomorú” – mondta Ofra.

## Halála
Ofra Haza 42 évesen halt meg, 2000. február 23-án, tüdőgyulladásban, melynek oka az írott sajtóban megjelenő találgatások szerint AIDS betegség lehetett. Családja sohasem erősítette meg, de nem is cáfolta ezt a híresztelést. Férjének 2001. április 7-i halálával kapcsolatos vizsgálatok megerősítették, hogy Doron Askhenazi HIV-fertőzött volt. Temetésén hatalmas tömeg volt jelen a tel-avivi temetőben, amely Jichák Rabin búcsúztatása után a legnagyobb volt az országban. Miután Haza halálát bejelentették, a rádióállomások megszakítás nélkül az ő zenéit játszották, és Ehúd Bárák miniszterelnök kulturális kiküldöttként dicsérte munkáját, miközben megjegyezte, hogy Ofra az izraeli sikertörténetet is képviselte: „Ofra kiemelkedett a Hatikvah nyomornegyedéből, hogy elérje az izraeli kultúra csúcsát. Jelet mutatott mindannyiunknak”.

## Képgaléria

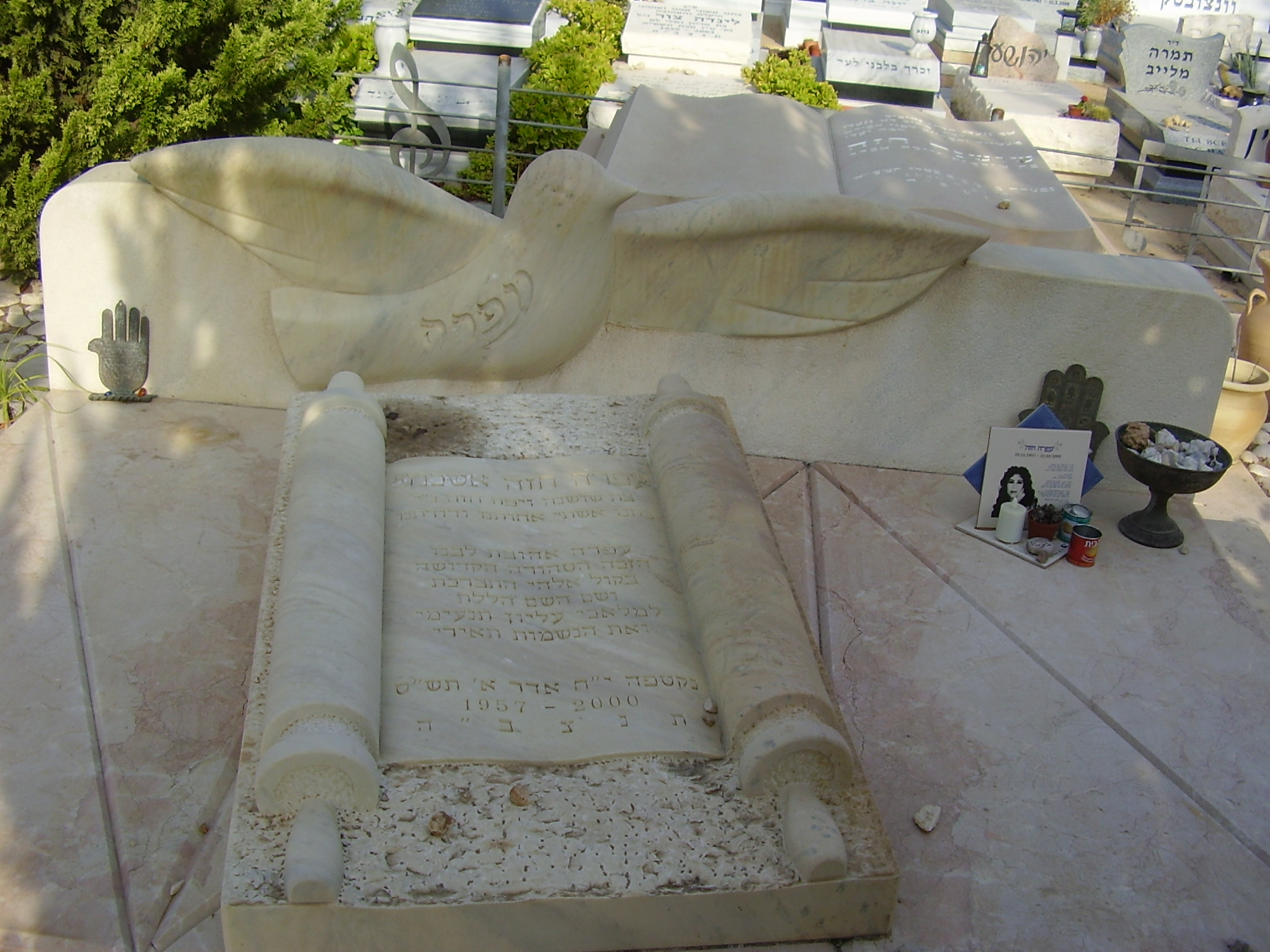
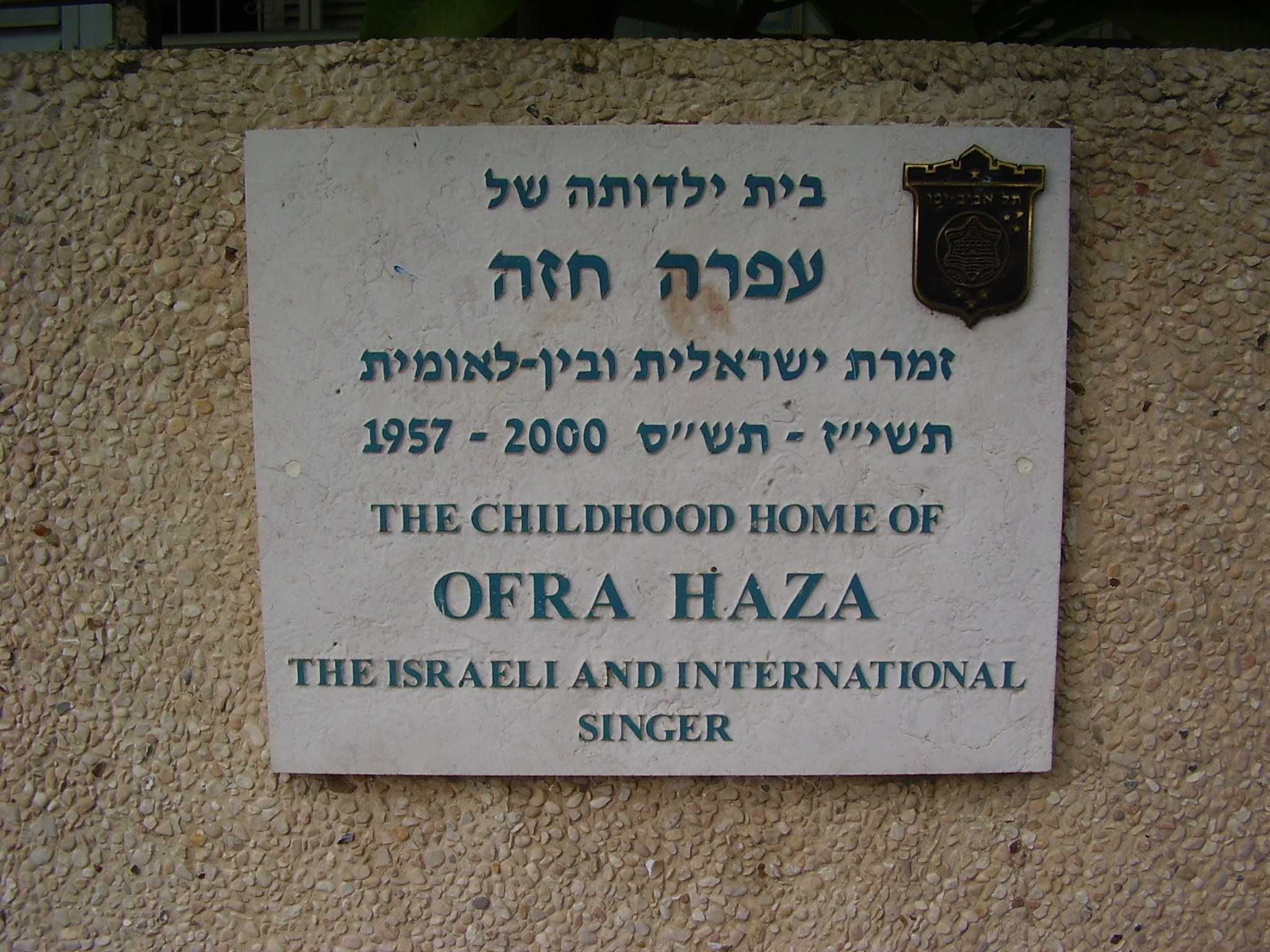
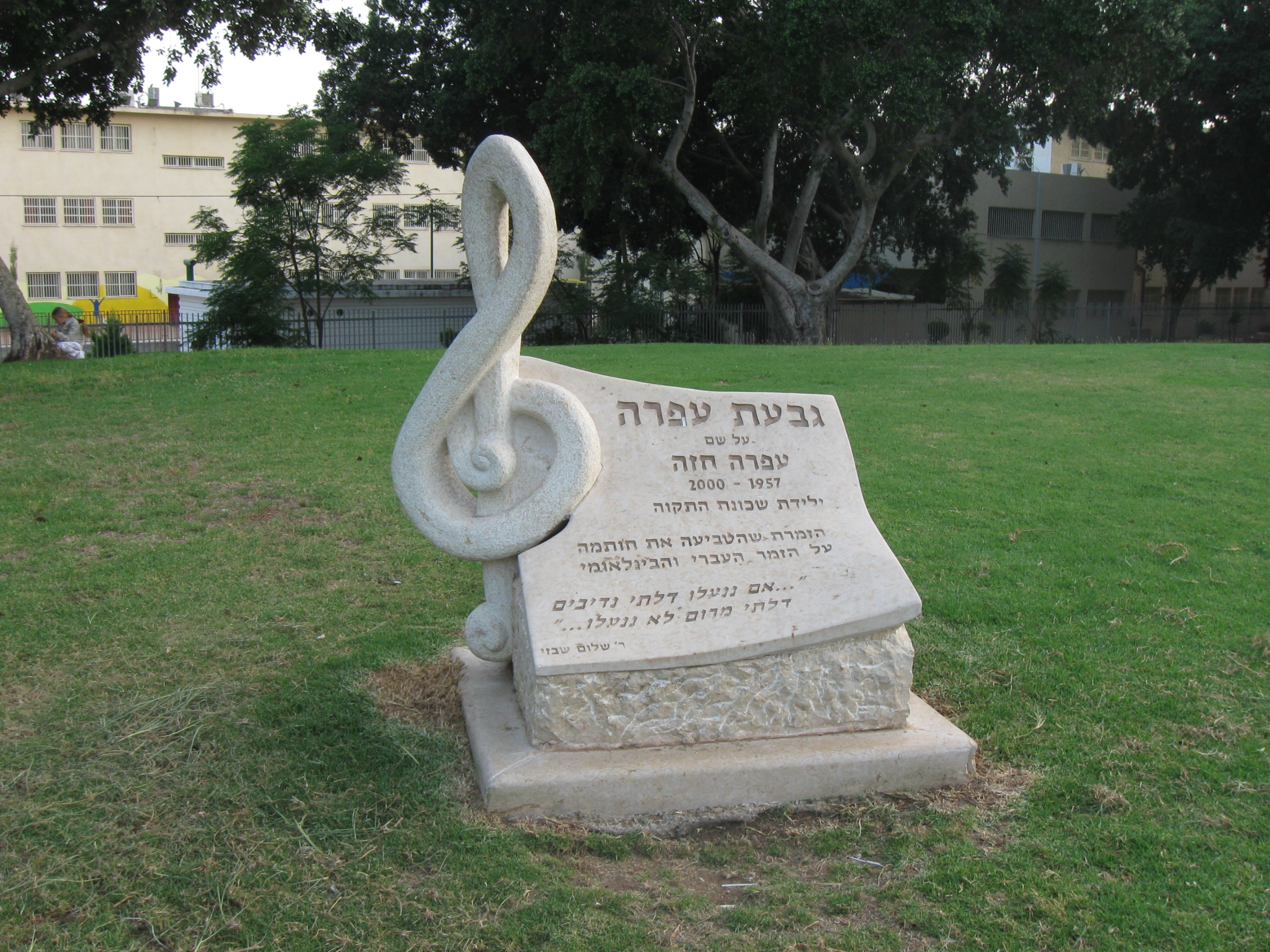
Emlékmű, Tel Aviv

## Albumai
| - 1974 – Ahava Rishona (közr.: Shechunat Hatikvah Workshop Theatre) - 1976 – Ve-hutz Mizeh Hakol Beseder (with Shechunat Hatikvah Workshop Theatre) - 1977 – Atik Noshan (with Shechunat Hatikvah Workshop Theatre) - 1979 – Shir HaShirim Besha'ashu'im (with Shechunat Hatikvah Workshop Theatre) - 1980 – Al Ahavot Shelanu (About Our Lovers) - 1981 – Bo Nedaber - 1982 – Pituyim (Temptations) - 1982 – Li-yeladim (Children's Songs) - 1983 – Hai - 1983 – Shirey Moledet 1 - 1984 – Bayt Ham - 1984 – Shirey Teyman (aka Yemenite Songs or Fifty Gates of Wisdom) - 1985 – Adamah (Earth) - 1985 – Shirey Moledet 2 - 1986 – Yamim Nishbarim (Broken Days) | - 1987 – Shirey Moledet 3 - 1987 – Album HaZahav (Golden Album) - 1988 – Shaday - 1988 – Yemenite Love - 1989 – Desert Wind - 1992 – Kirya - 1993 – Oriental Nights - 1994 – Kol Haneshama (My Soul) - 1995 – Queen in Exile (Unreleased) - 1997 – Ofra Haza - 1998 – At Montreux Jazz Festival (Live – recorded 1990) - 2000 – Greatest Hits vol.1/Bemanginat Halev (Melody Of The Heart) - 2004 – Greatest Hits vol.2/Bemanginat Halev (Melody Of The Heart) - 2008 – Forever Ofra Haza - Her Greatest Songs Remixed |

## Filmzenék
| - 1988 – Colors - 1990 – Dick Tracy - 1990 – Wild Orchid - 1994 – Margó királyné (La Reine Margot) | - 1998 – The Prince of Egypt - 1998 – The Governess - 1999 – The King And I (Héber verzió) |

## Érdekességek
- 1987. február 3-án túlélt egy katasztrófát egy Cessna repülőgépben az izraeli-jordániai határ közelében. Ettől fogva, mint azt nemegyszer kijelentette, meggyőződésévé vált, hogy Isten vele van, és küldetése van a világban.
- 1994. április 7-én repülőgépének egy villámcsapás miatt kényszerleszállást kellett végrehajtania.
- 1990-ben visszautasított egy ajánlatot, hogy turnén Michael Jackson előénekese legyen.
- Ofra egyik legismertebb slágere az Im nin alu című dal volt. Az amerikai Eric B. & Rakim vokális részleteket vett át belőle a Paid in full című felvételébe, állítólag az énekesnő beleegyezése nélkül. A rapperek dala slágernek bizonyult, de évek óta már csak a jogilag tisztázatlan dalrészletek nélkül jelenik meg a különböző válogatásokon. Úgyszintén az Im nin aluból átvett vokális részletek hallhatók Azucar Moreno Aunque me falte el aire című 1988-as slágerében.
- A Sisters of Mercy 1992-es, Temple of love című slágerének elkészítésében Ofra is részt vett, sőt a videóklipben is közreműködött.